# Simeon Rus
Simeon Rus, a fost director executiv la Banca Poporală, Dej în anul 1913 și delegat al Cercului electoral Dej la Marea Adunare Națională de la Alba Iulia. 